# Памятник Петру Котляревскому
Памятник Петру Котляревскому — конный памятник генералу Петру Степановичу Котляревскому, открытый 28 ноября 2020 года на набережной Десантников в Феодосии, напротив дачи Милос.
Памятник, выполненный из камня особо ценной породы — лабрадорита, установлен по инициативе Российского военно-исторического общества (РВИО) при поддержке правительства Крыма. Творческий совет РВИО под руководством режиссёра Андрея Кончаловского по итогам открытого международного конкурса выбрал работу скульптора Андрея Коробцова и архитектора Константина Фомина.
По замыслу авторов, у скульптуры только две небольшие точки опоры, что было достаточно сложно в исполнении. Ещё одним уникальным элементом памятника стал мозаичный «персидский ковёр» под конём, на котором изображен военачальник. Ковёр символизирует Персию как поверженного противника.
В открытии приняли участие замминистра обороны РФ генерал-полковник А. Картаполов, вице-премьер правительства РК И. Михайличенко, министр культуры РК А. Новосельская, спикер Госсовета РК В. Константинов, губернатор Севастополя М. Развожаев и председатель РВИО В. Мединский.
В Феодосии Котляревский провёл последние годы своей жизни, где по совету медиков приобрёл дачу «Добрый приют» и где скончался 21 октября 1851 года. Его связывала дружба с И. К. Айвазовским, который после смерти военачальника построил в 1882 году в честь него часовню-мавзолей на горе Митридат на средства мецената Рукавишникова. Могила генерала была утрачена в советское время.